# سیلماریلیون
سیلماریلیون نام مجموعه‌ای از نوشته‌های جی. آر. آر. تالکین است که پس از مرگ او توسط پسر او کریستوفر تالکین ویرایش و منتشر گردیده‌است. مجموعهٔ سیلماریون داستان‌های قبل از ارباب حلقه‌ها و دوران دو درخت و دوره اول را توضیح می‌دهد از ایلوواتار و ملکور تا به وجود آمدن الف‌ها و انسان‌ها،
جی آر آر تالکین می‌گفت داستان هایش تخیلی نیست بلکه واقعیت است.
سیلماریلیون شامل پنج بخش است:
۱. آینولینداله «آهنگ آینور» - داستان آفرینش جهان توسط ایلوواتار (خدای یگانه)
۲. والاکوئنتا «حکایت والار- حکایت والار و مایار بنا به روایت اِلدار
۳. کوئنتا سیلماریون «تاریخچهٔ سیلماریل‌ها» - داستان اصلی سیلماریلیون که شامل داستان‌های دوران دو درخت والینور و دوره اول می‌شود
۴. آکالابت «سقوط نومه نور» - داستان سقوط نومه نور و مردمانش و دوره دوم
۵. حدیث حلقه‌های قدرت و دوره سوم - که با آن این حکایت‌ها به پایان می‌رسد و راهنمایی است بر ارباب حلقه‌ها